# Winn (Maine)
Winn – miasto w Stanach Zjednoczonych, w stanie Maine, w hrabstwie Penobscot.